# Porta cote

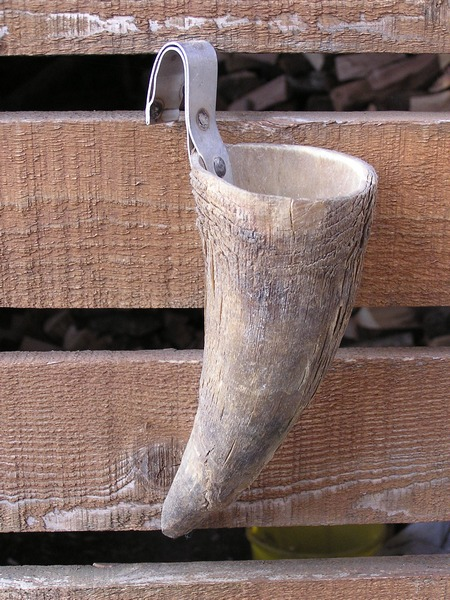
Porta cote ricavato da un corno

Il porta cote è un contenitore di  vari materiali (predomina il legno scavato e lavorato all'esterno, ma vi sono anche molti portacote in corno di bue o di vacca ed alcuni in rame) dentro al quale viene tenuta a bagno in acqua la cote per affilare la falce.

## Descrizione
Il porta cote è solitamente appuntito per poter essere piantato nel terreno quando non appeso alla cintura del falciatore, in modo da contenere l'acqua senza rovesciarsi. La cote di pietra tradizionale deve essere bagnata per potere svolgere la propria funzione di affilatura senza scheggiarsi; esistono diversi tipi di cote con grana di diversa grossezza per le varie affilature.
Il porta cote era già conosciuto dai Romani.  Così scrive Plinio il Vecchio:
Quaedam partes Italiae post messem secant. ... igitur cornu propter oleum ad crus legato fenisex incedebat (In alcune regioni d'Italia, si falcia dopo la mietitura... pertanto il falciatore camminava con un corno per l'olio legato alla gamba).
Tanti sono i porta cote di legno decorati con immagini simboliche, immagini benauguranti, dipinti o incisi nei giorni invernali durante i quali i contadini non uscivano per i lavori nei campi; venivano lavorati prima a mano e poi con i torni, dalla fine del Settecento fino a circa metà del Novecento.
|                     | Alpi Occidentali | Alpi Orientali       | Appennino |
| ------------------- | ---------------- | -------------------- | --------- |
| bariletto, barletto | Piemonte         |                      |           |
| bossolo             |                  |                      | Piacenza  |
| codàr               |                  | Forni Avoltri Friuli | Parma     |
| codé                |                  | Fodom Val di Fassa   |           |
| codee               | Valle d'Aosta    |                      |           |
| codèr               |                  | Alto Agordino Cadore |           |
| coèr                |                  | Treviso e Veneto     |           |
| colzae              |                  | Val di Fiemme        |           |
| cozar               |                  | Tesero               |           |
| cozè                | Valle d'Aosta    |                      |           |
| cozzàl              |                  | Trentino             |           |
| cozzàr              |                  | Trentino             |           |
| cud                 | Milano           |                      |           |
| cudè                | Milano           |                      |           |
| cudee               | Milano           |                      |           |
| cuut                | Milano           |                      |           |
| cuvèe               | Novara           |                      |           |
| gozai               |                  | Cavalese             |           |
| lo coer             | Valli di Lanzo   |                      |           |